# Isaías Medina Angarita (paroisse civile)
Isaías Medina Angarita est l'une des quatre paroisses civiles de la municipalité de Bolívar dans l'État de Táchira au Venezuela. Sa capitale est Las Dantas.

## Étymologie
Elle porte le nom de l'homme politique vénézuélien Isaías Medina Angarita (1897-1953), président de la République du Venezuela de 1941 à 1945.